# Lachea

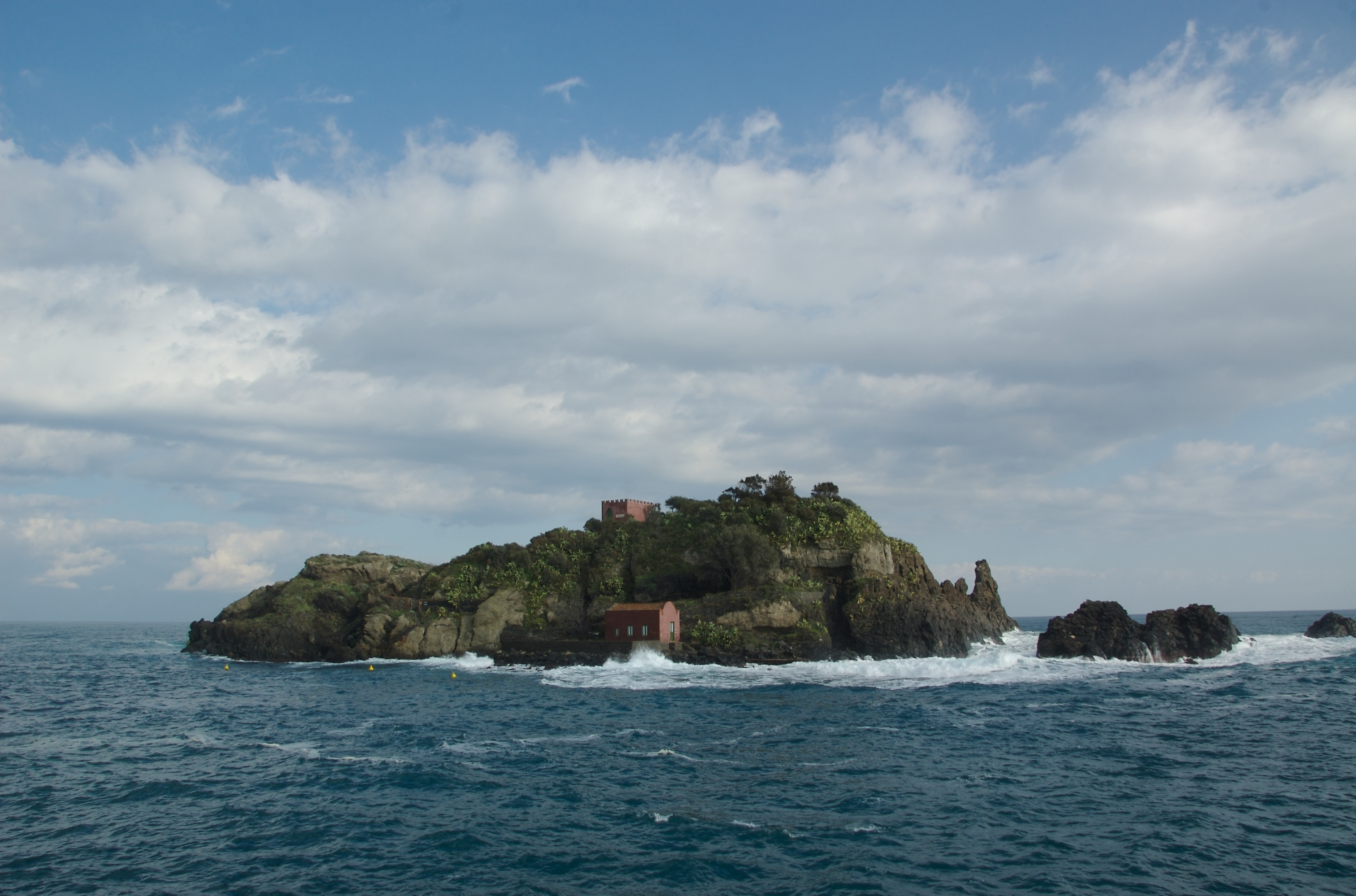
Lachea von Westen

Lachea (italienisch auch Isola di Aci) ist die größte Insel der Zyklopeninseln, gut 100 Meter vor der Hafeneinfahrt des sizilianischen Orts Aci Trezza gelegen. Sie bedeckt eine Oberfläche von rund zwei Hektar und erhebt sich auf bis zu 35 m s.l.m.
Der Ursprung des Namens wird in einem Wort des Byzantinischen Griechisch vermutet, das ‚flach‘ bedeutet. Der Name Aci bezieht sich auf die mythische Figur des Akis; der zugrunde liegende griechische Name Akis (altgriechisch Ἄκις) ist ursprünglich ein Flussname, Aci ein in Ostsizilien häufiges Toponym.
Die Insel ist, wie die übrigen der Inselgruppe, subvulkanischen Ursprungs, sie ist Teil eines rund einen Kilometer langen Lakkolithen, der sich durch Intrusion von Magma zwischen den vorher existierenden unterseeischen Felsen gebildet hat, teilweise durch die Wellen erodiert wurde und so die Zyklopeninseln bildete. Der Basaltkern der Insel ist von einer weißlichen Tonschicht bedeckt, die durch den Kontakt mit der Lava einige charakteristische Mineralien wie Analcim hervorgebracht und sich mit einer Dicke von 10–15 m verhärtet hat.
Auf der Insel wurden einige archäologische Entdeckungen gemacht: 1869 fand man eine Axt aus Diorit aus vorgeschichtlicher Zeit; 1919 wurden zwei Höhlengräber identifiziert, die von Menschenhand in den Fels geschlagen wurden. Aus spätrömischer Zeit wurden im Inneren eines von zwei großen, etwa einen Meter tiefen  kreisförmigen Löchern Gebrauchsgegenstände aus spätrömischer Zeit gefunden, darunter Töpfe, Amphoren, Gewichte eines Webstuhls, Nägel und Fragmente eines Kamms aus Bein sowie eine kleine Lampe.
Am höchsten Punkt der Insel befinden sich ein Museum, eine Zisterne und die Grotta del Monaco ‚Mönchsgrotte‘. Das naturgeschichtliche Museum beherbergt eine reiche Auswahl an Flora und Fauna von der Insel und stellt archäologische und geologische Fundstücke von der Insel aus. Lachea ist von üppiger Vegetation bedeckt, darunter in Sizilien und Süditalien endemische Arten wie Sonnenwenden und die Eberwurzen-Art Carlina corymbosa. Was die Fauna angeht, sind besonders zwei Glattbauchspinnen-Arten bemerkenswert, die in Sizilien endemische Zelotes messinai und die bislang nur auf der Insel nachgewiesene Urozelotes mysticus. Die isolierte Lage hat auch die endemische Unterart Podarcis sicula ciclopica der Ruineneidechse hervorgebracht.
Die Vogelwelt wird vor allem von Zugvögeln geprägt, die die Insel als Rastplatz nutzen. Besonders häufig finden sich Gebirgsstelze, Weidensperling, Elster, Bluthänfling, Dorngrasmücke, Heidelerche, Samtkopf-Grasmücke, Kormoran, Mittelmeermöwe, Rohrweihe und Wanderfalke.
Lachea ist Sitz einer biologischen Forschungsstation der Universität Catania und steht mit dem gesamten Archipel unter Naturschutz. Ende des 20. Jahrhunderts wurde eine hier entdeckte Braunalgenart Taonia lacheana benannt.